# Августа Вільгельміна Гессен-Дармштадтська
Августа Вільгельміна Гессен-Дармштадтська, повне ім'я Марія Августа Вільгельміна Гессен-Дармштадтська (нім. Marie Auguste Wilhelmine von Hessen-Darmstadt, 14 квітня 1765—30 березня 1796) — принцеса Гессен-Дармштадтська, донька ландграфа Георга Вільгельма Гессен-Дармштадтського та Марії Луїзи Лейнінгенської, дружина герцога Цвайбрюкенського Максиміліана.

## Дитинство

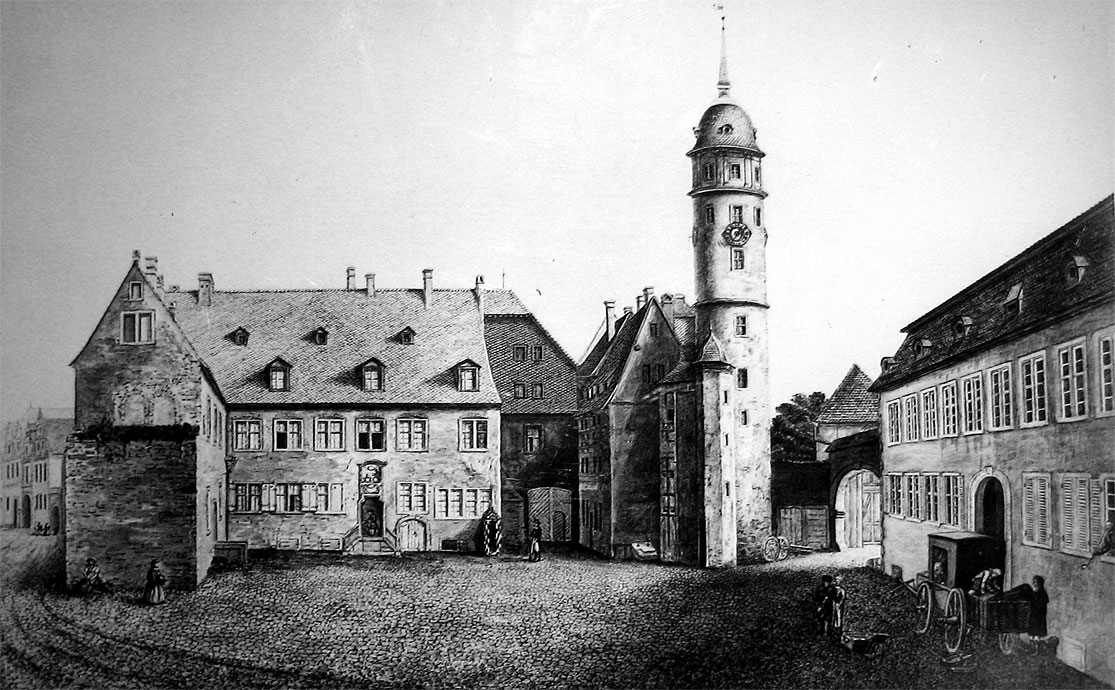
Палац у Дармштадті

Марія Августа Вільгельміна народилася 14 квітня 1765 року в Дармштадті. Вона була наймолодшою дитиною ландграфа Гессен-Дармтадтського Георга Вільгельма та його дружини Марії Луїзи Лейнінгенської. Окрім Августи в родині було семеро дітей: чотири сина та три доньки. За рік до народження Августи Вільгельміни її дід Людвіг подарував Георгу старий палац в Дармштадті, де він і влаштувався з родиною. 
30 вересня 1785 20-річна Авґуста Вільгельміна пошлюбилася із 29-річним пфальцграфом Цвайбрюкенським Максиміліаном. Від цього любу народилося п'ятеро дітей. 

## Родина
Чоловік —  Максиміліан I, король Баварії
Діти:
- Людвіг (1786—1868) — наступний король Баварії, був одружений із Терезою Саксен-Хільдбурґхаузенською, мав дев'ятеро нащадків.
- Августа Амалія Людовіка (1788—1851) — одружена з Еженом Богарне, сином Жозефіни Богарне, пасинком Наполеона I; мала сімох дітей.
- Амалія Марія Августа (1790—1794) — змерла в ранньому віці.
- Кароліна Шарлотта Августа (1792—1873) — одружена із спадкоємцем вюртенберзького престолу Вільгельмом, згодом — дружина австрійського імператора Франца II, дітей не мала.
- Карл Теодор (1795—1875)  — принц Баварський. Двічі морганатично одружений, мав трьох доньок від першого шлюбу.